# NGC 1172
NGC 1172 је елиптична галаксија у сазвежђу Еридан која се налази на NGC листи објеката дубоког неба.
Деклинација објекта је - 14° 50' 12" а ректасцензија 3h 1m 36,0s. Привидна величина (магнитуда) објекта NGC 1172 износи 11,9 а фотографска магнитуда 12,9. Налази се на удаљености од 24,025 милиона парсека од Сунца. NGC 1172 је још познат и под ознакама MCG -3-8-59, PGC 11420.